# Art pobre
El terme art pobre (en italià, arte povera) fou creat el 1967 pel crític d'art i curador Germano Celant i s'empra per referir-se a un moviment d'artistes plàstics generalment provinents de Roma i del nord d'Itàlia de la segona meitat dels anys seixanta i dels setanta del segle vint. Les obres d'art pobre solen ser instal·lacions espacials fetes de materials "pobres", és a dir, habituals i quotidians (terra, vidres trencats, fusta, fils, etc.) i també residus sense valor. Es caracteritzen també per la voluntat d'ocupar l'espai i d'exigir la interacció i participació amb el públic. Miren de provocar la reflexió entre l'objecte i la seva forma mitjançant la seva manipulació i no només l'observació. Alguns artistes destacats d'aquest estil són Giovanni Anselmo, Joseph Beuys, Rossella Cosentino, Mario Merz, Jannis Kounellis, Anna Oppermann, Giulio Paolini, Giuseppe Penone, Michelangelo Pistoletto i Gilberto Zorio. Les escultures de Ferran Soriano i Rivero són dintre d'aquest estil a Catalunya.

## Història

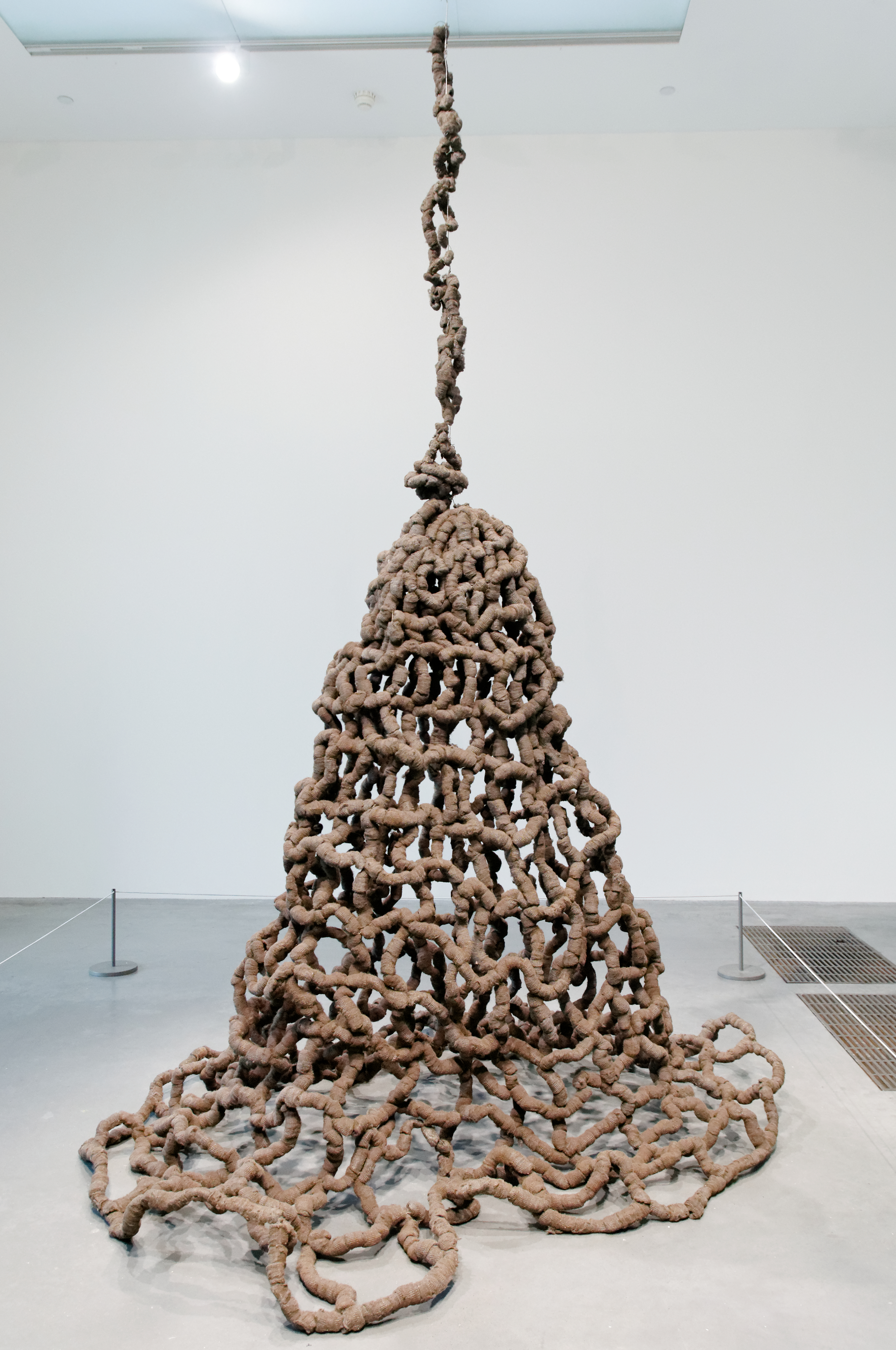
Trappola, de Pino Pascali (1968)

La primera mostra pública d'aquest moviment tingué lloc al setembre de 1967, en l'exposició Arte Povera, comissariada per Germano Celant i celebrada a la Galleria La Bertesca de Francis Masnata, a Gènova, on s'exposen obres de Boetti, Fabro, Kounellis, Paolini, Pascali i Emilio Prini. El mateix Celant va definir l'art pobre en un article publicat aquell mateix any al número 5 de la revista Flash Art i a l'exposició Arte Povera de l'any 1968, celebrada a la Galleria de' Foscherari de Bolonya amb obres de Anselmo, Boetti, Ceroli, Fabro, Kounellis, Merz, Paolini, Pascali, Piacentino, Pistoletto, Prini i Zorio, que també exhibeixen junts a Trieste, al centre d'art Viva-Feltrinelli. Allà se'ls uní Gilardi, qui també passà a formar part del moviment d'art pobre en accions com les realitzades a l'Arsenal d'Amalfi.
La crida a un art pobre entès com a guerrilla asistemàtica, desenvolupada per Celant al seu article de Flash Art va gaudir d'un ràpid reconeixement internacional, però també fou fermament perseguida. La consagració internacional del moviment arribà l'any 1969, amb l'exposició d'art pobre i conceptual When attitudes become form, organitzada per Szeemann al Kunsthalle de Berna i on hi participaren Boetti, Calzolari, Kounellis, Merz, Pascali, Pistoletto, Prini i Zorio. La consagració també es veié afavorida per la publicació d'un volum sobre art pobre l'any 1970, de la mà de Celant, en el marc de l'exposició Conceptual art arte povera land art celebrada a la Galleria civica d'arte moderna e contemporanea de Torí.
Altres exponents d'aquest moviment foren Sergio Lombardo, Gino Marotta, Fabio Mauri, Giuseppe Penone i Cesare Tacchi.